# Gasville-Oisème
Gasville-Oisème är en kommun i departementet Eure-et-Loir i regionen Centre-Val de Loire strax norr om centrala Frankrike. Kommunen ligger i kantonen Chartres-Nord-Est som tillhör arrondissementet Chartres. År 2022 hade Gasville-Oisème 1 474 invånare.

## Befolkningsutveckling
Antalet invånare i kommunen Gasville-Oisème
Referens:INSEE